# Miss Caraïbes Hibiscus 2014
Miss Caraïbes Hibiscus 2014 fue la vigésima cuarta edición del concurso de belleza, se llevó a cabo el 6 de diciembre de 2014 en Saint Martin. En esta ocasión participaron 9 países de diferentes partes de América y del Caribe. Al final del evento Brigitte Golabkan, Miss Caraïbes Hibiscus 2013, entregó la corona a su sucesora. María Alejandra López Pérez  de Colombia la cual le dio la segunda corona a su país.

## Resultados
| Posición                    | Candidata                                |
| --------------------------- | ---------------------------------------- |
| Miss Caraïbes Hibiscus 2014 | - Colombia - María Alejandra López Pérez |
| Virreina                    | - México - Karla Peniche Hernández       |
| Primera Princesa            | - Jamaica - Regina Harding               |

### Premios
| Premio                  | Candidata                                |
| ----------------------- | ---------------------------------------- |
| Mejor Traje Nacional    | - México - Karla Peniche Hernández       |
| Miss Fotogénica         | - Colombia - María Alejandra López Pérez |
| Miss Amistad            | - Jamaica - Regina Harding               |
| Mejor Sonrisa           | - Estados Unidos - Stephanie Marie Miles |
| Mejor en Traje de Noche | - Jamaica - Regina Harding               |
| Miss Cultura            | - México - Karla Peniche Hernández       |
| Miss Popularidad        | - Bonaire - Michelle Gumbs*              |

(*) Voto del público.

## Participantes
| País      | Nombre                      | Edad | Estatura |
| --------- | --------------------------- | ---- | -------- |
| Bonaire   | Michelle Gumbs              | 19   | 1.73     |
| Colombia  | María Alejandra López Pérez | 20   | 1.76     |
| Guadalupe | Juliette Alimanda           | 22   | 1.75     |
| Haití     | Wislène Samair Popo         | 22   | 1.70     |
| Jamaica   | Regina Harding              | 22   | 1.75     |
| Martinica | Leslie Lalande              | 24   | 1.71     |
| México    | Karla Peniche Hernández     | 25   | 1.70     |
| Suriname  | Chandel Menckeberg          | 22   | 1.70     |
| USA       | Stephanie Marie Miles       | 23   | 1.75     |

## Datos del concurso

### Retiros

#### No llegaron
- Curazao: Naomi Scoop
- República Dominicana: Suzan Castaño
- Venezuela: Oriana Verde Leandro

#### Se retiró
- Saint Martin: Lisandre Nicoise